# Karl Keil
Karl Philipp Franz Keil (Wiesbaden, 1838. május 31. – Kiedrich, 1889. július 31.) német szobrász.

## Élete
Hopfgarten, majd Drake tanítványa, Antwerpenben, Koppenhágában és Párizsban is tartózkodott. Egyéb kisebb dekoratív munkák után István osztrák főherceg megbízásából két nagy fáklyáttartó hírnök alakját készítette a Lahn m. Schaumburg kastély főkapuja mellé (1865). További művei: I. Vilmos császár mellszobra a wiesbadeni Vilmos kórház homlokzatán; a franciák elleni hadjáratot ábrázoló dombormű a berlini győzelmi emlék nyugati oldalán (1871); a brémai harcosemlék; I. Vilmos császár nagy bronzszobra a berlini városháza főkapujának egyik fülkéjében; Wrangel tábornagy bronzszobra Berlinben. Mellszobrai kitűnőek.